# マンスプレイニング
マンスプレイニング（英語: mansplaining、男 (man) と説明する (explain) という動詞の非公式な形の splaining のブレンド語）は、「（男の）見下したような、自信過剰な、そしてしばしば不正確な、または過度に単純化された方法で女性や子どもに何かについてコメントしたり、説明したりする」という意味の批判的な用語である。作家のレベッカ・ソルニットは、この現象を「自信過剰と無知」の組み合わせだとしている。『アトランティック』紙のリリー・ロスマンは、この現象を「説明を受ける者が説明者よりも多くのことを知っているという事実を無視して説明すること、多くの場合、男性が女性に行うこと」と定義している。
本来の使い方では、「男性が女性よりも知識が豊富である」という思い込みを前提にしていると言われていた点で、他の見下しとは異なっていた。しかし、現在ではより広く使われるようになり、年齢や性別を問わず、男性が誰に対しても見下したような口調で説明することを指すことが多くなっている。2010年には、『ニューヨーク・タイムズ』紙の「ワード・オブ・ザ・イヤー」に選ばれた。アメリカ方言学会 (ADS) は、2012年に「最も創造的な」新語としてマンスプレイニングをノミネートした。

## 起源
複数の場所で同時に使用されるようになった新語なので、その起源を立証するのは難しい。この言葉は2008年か2009年に最初に使用されたものと考えられている。
レベッカ・ソルニットは2008年4月に発表したエッセイ「Men who explain things」の中ではまだマンスプレイニングという言葉を使用していなかったが、前出の体験談を紹介した上で「女性ならみんな知ってる」現象だと述べている。
ソルニットのコラムは分かっているようなことを上から男性から解説された経験がこれまでにある多くの女性から共感を呼び、発表されて1か月後にはソーシャルネットワークの『ライブジャーナル』でマンスプレイニングという言葉が使用されるようになった。フェミニストのブロガーが中心になって広め、さらには政治的な議論においてもこの言葉は用いられるようになった。2010年には「mansplainer」（マンスプレイナー）が『ニューヨーク・タイムズ』の「ワード・オブ・ザ・ イヤー」の一語に選ばれた。
マンスプレイニングはアメリカ方言学会の「2012年の最もクリエイティブな言葉」にノミネートされ、2014年には『オックスフォード英語辞典』のオンライン版に追加された。日本でも『英辞郎』に収録されている。
2018年、カリフォルニア州バークレーのMoe's Booksでの講演中、ソルニットは「私は『マンスプレイニング』という言葉を生み出したと偽ってクレジットされている。それは2010年のニューヨーク・タイムズのワード・オブ・ザ・イヤーだった。私は実際にそれを作ったのではありません。それは私が望んでいた言葉よりも少しだけ男性を非難しているように思えたために、私はこの言葉について少し相反する感情を持っていたのです」と発言している。

## 使用
2010年以降、HBOのドラマシリーズ『ニュースルーム』に登場する複数の人物、アメリカ合衆国大統領候補のミット・ロムニー、テキサス州知事のリック・ペリー、MSNBCの番組の司会を務めるローレンス・オドネルらがジャーナリストからマンスプレイナーとして言及されている。
2013年にDictionary.comは「mansplain」と接尾辞「-splain」の両方をその辞書に追加したことを発表した。「革新的であることに加えて、この言葉の特に-splainingの部分は信じられないほど強力で2013年の連結形として有用であることが証明されている」と解説している。また、古い-splainの言葉が依然として重い文化的、政治的（ミット・ロムニーのMittsplainerのように政治家の名前の後ろに繋げてよく用いられる）な意味合いを保ちながらも、マンスプレインの語調が2009年から「強烈で真剣なものから軽くひょうきんなもの」へと変化していっていることにも注目している。

## 批判
MPRニューススタッフは、この用語の有用性に異議を唱えた。そのジェンダー特有の性質と否定的な意味合いを考えると、レスリー・キンツェルは、この用語を本質的に偏見のある、本質主義的な、否定的な、ダブルスタンダードだと評した。キャシー・ヤングは2016年の『ワシントン・ポスト』紙の記事で、「『男』を軽蔑的な接頭語として使用している数ある用語のうちの一つにすぎず、この慣習は『現在のミサンドリーのサイクル』の一部である」と書いている。メーガン・ダウムは2015 年『ロサンゼルス・タイムズ』の記事で、「男性の方が女性よりも批判を受けるべきであると示唆することは、性差別的であるだけでなく、男性の言うことをすべてマンスプレイニングとして分類しているのと同じくらい頓珍漢である」と書いた。2014年にソルニット自身もこの言葉について疑問を持っていたとして「男性が説明してはいけないことを説明したり、聞くべきことを聞かない男性がいるというよりも、男性は本来このように欠陥があるのだという考えが少し重くのしかかっていくように思える」と述べた。この言葉がより一般的になるにつれ、何人かのコメンテーターは、「不適切な使用はその本来の意味を薄めている」と不満を表明した。Joshua Sealy-HarringtonとTom McLaughlinは、この言葉は議論を黙らせるための人格攻撃 (ad hominem) として使われてきたとThe Globe and Mail紙に書いている。